# Lādzēnu tīrelis
Lādzēnu tīrelis är en hed i Lettland.   Den ligger i Bauska kommun, i den centrala delen av landet, 50 km sydost om huvudstaden Riga.